# Anairetes flavirostris
Anairetes flavirostris là một loài chim trong họ Tyrannidae.